# Bierutów (gmina)
Bierutów est une gmina mixte du powiat de Oleśnica, Basse-Silésie, dans le sud-ouest de la Pologne. Son siège est la ville de Bierutów, qui se situe environ 13 km au sud-est d'Oleśnica, et 35 km à l'est de la capitale régionale Wrocław.
La gmina couvre une superficie de 147,07 km2 pour une population de 10 203 habitants.

## Géographie
Outre la ville de Bierutów, la gmina inclut les villages de Gorzesław, Jemielna, Karwiniec, Kijowice, Kruszowice, Paczków, Posadowice, Radzieszyn, Sątok, Solniki Małe, Solniki Wielkie, Stronia, Strzałkowa, Wabienice, Zawidowice et Zbytowa.
La gmina borde les gminy de Czernica, Dziadowa Kłoda, Jelcz-Laskowice, Namysłów, Oleśnica et Wilków.